# Шкваркин, Василий Васильевич
Василий Васильевич Шква́ркин (1894—1967) — русский советский драматург.
Поздно дебютировав в литературе, В. В. Шкваркин начинал как автор исторических пьес («В глухое царствование», «Год-горн»), далее переключился на жанры сатиры и водевиля. Произведения пользовались огромным успехом на театральной сцене СССР (особенно «Чужой ребёнок»), переводились на немецкий, японский и чешский языки. В 1930-е годы драматургия писателя подверглась сильнейшей критике за «легковесность» и «безыдейность», из-за чего Шкваркин переключился на написание либретто для оперетт и переводы. Пьесы 1940-х годов не пользовались такой же популярностью, как работы предвоенных десятилетий. Скончался в забвении после длительного заболевания. Часть произведений публиковалась в сборниках 1954 и 1966 годов.

## Биография

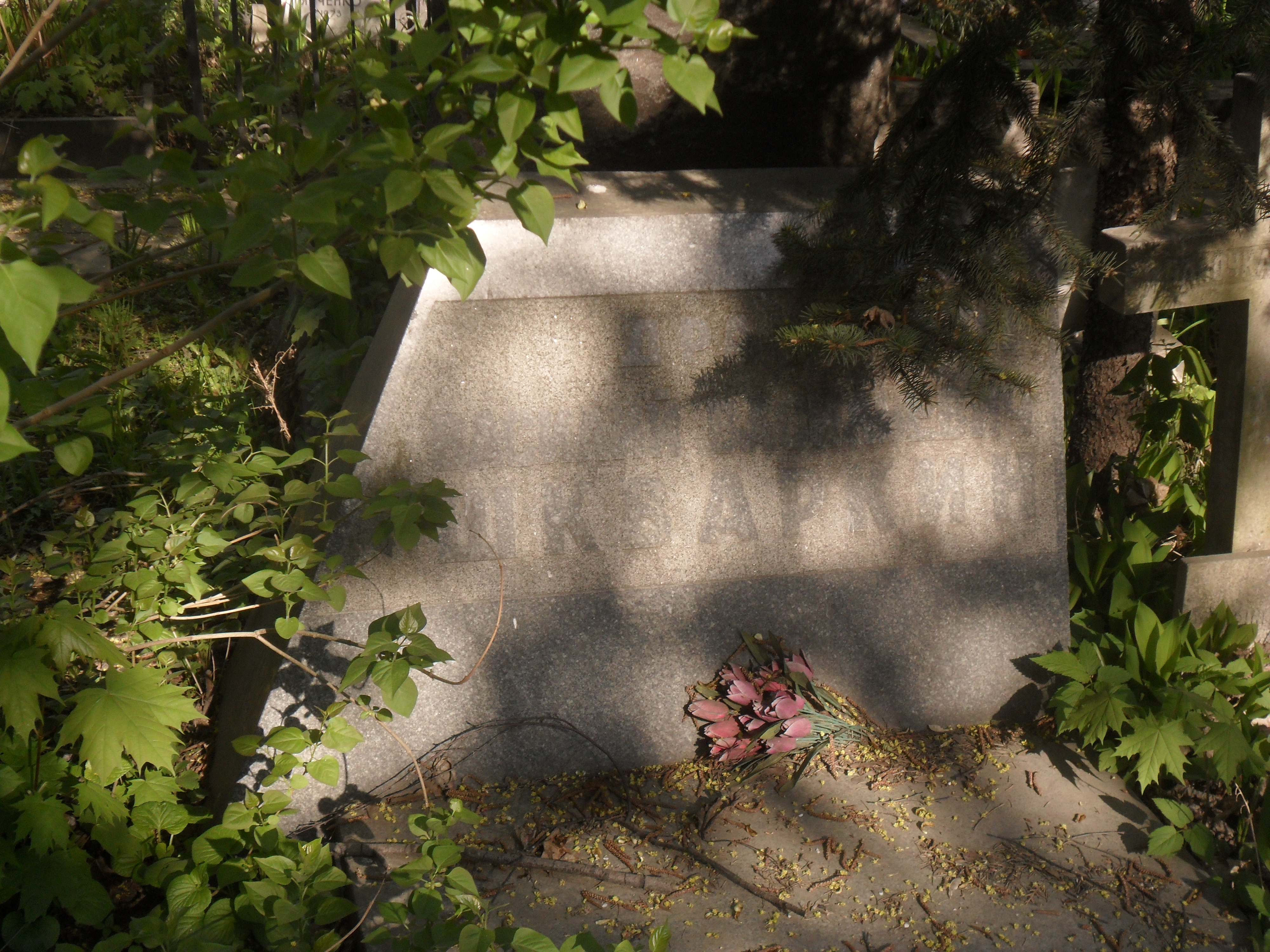
Могила Шкваркина на Новодевичьем кладбище Москвы

Родился 4 (16 мая) 1894 года в Твери в семье фабриканта. Работал в банке, у торговца кожевенными товарами, служил в РККА. Один год учился на филологическом факультете Московского университета. В 1924 его первая пьеса «В глухое царствование» (позднее ставилась под названием «Предательство Дегаева») получила первую премию на конкурсе исторических пьес. С тех пор он был профессиональным драматургом. Начиная с пьесы «Вредный элемент» (1927) писал современные лёгкие комедии с музыкальными вставками, которые принесли ему огромный успех. Пьеса «Чужой ребёнок» (1933) только в год своего создания была поставлена 500 раз. В 1960-е годы каждый год проходило около 300 её постановок.
Умер 14 ноября 1967 года. Похоронен в Москве на Новодевичьем кладбище (участок № 3).

## Пьесы и либретто
- Шкваркин В. В. В глухое царствование. (Предательство Дегаева) : Драма в 4 актах, 6 картинах / Союз революционных драматургов. — М.: МОДП и К°, 1926. — 40 с.
- Шкваркин В. В. Год-горн. (1905 год) : В 4 д. и 6 картинах. — М. : МОДП и К, 1926. — 28 с.
- Шкваркин В. В. Вредный элемент: Водевиль в 3 действ. и 5 картинах. — М.-Л.: МОДП и К, 1927 (М., тип. ГУМЗ). — 64 с. : ноты.
- Schkwarkin W. «Moskauer Leben» : Komodie mit Musik in 3 Akten (S Bildern) Von W Schkwarkin / Musik von S. L. Germanow ; Autorisierte Ubers. von Ernst Hube ; Bearb. der Gesanqctexte: Konrad Maril. — Berlin : Fischer, cop., 1930. — 81 S.
- Шкваркин В. В. Кто идет? : Пьеса в 3 д., 8 карт. / Всероскомдрам. — М.: Федерация, 1932 (шк. ФЗУ Мособлполиграфа). — 67 с.
- Шкваркин В. В. Чужой ребёнок : Комедия в 3 актах, 5 картинах / Послесл. Н. Горчакова. — М.: ГИХЛ, 1934 (тип. газ. «Правда»). — 76 с.
- Шкваркин В. В. Чужой ребёнок : Комедия в 3 актах, 5 карт. : Сокращённый вариант для деревенского театра / Обл.: Л. Литвак. — М.: ГИХЛ, 1934 (школа ФЗУ им. Арт. Халатова). — 72 с.
- Шкваркин В. В. Чужой ребёнок: Комедия в 3 актах / Центр. упр. по распространению драматургич. продукции «Цедрам»… — М.: Стеклогр. Цедрама, 1936. — [3], 49 с.
- Шкваркин В. В. Ночной смотр : Комедия в 3 актах и 4 карт. — М.-Л.: Искусство, 1937 (М., тип. изд-ва «Крестьян. газ.»). — 96 с.
- Шкваркин В. В. Простая девушка: Комедия в 3 актах, 6 карт. — М.: Изд. и стеклогр. изд-ва «Искусство», 1938. — 93 с.
- Шкваркин В. В. Весенний смотр : Комедия в 3 актах, 5 карт. — М.: Изд. и стеклогр. изд-ва «Искусство», 1938. — 86 с.
- Шкваркин В. В. Простая девушка : Комедия в 3 д., 6 карт. — М.-Л.: Искусство, 1940. — 92 с.
- Шкваркин В. В. Страшный суд: Комедия в 3 актах. — М.: Упр. по охране автор. прав, 1940. — 64 с.
- Токаев А. И.. Женихи : Комедия в 3 актах, 6 карт. / Пер. с осет. и обработка В. Шкваркина. — М. : Искусство, 1950 (17-я тип. Главполиграфиздата). — 108 с.
- Шкваркин В. В. Комедии. — М. : Сов. писатель, 1954. — 310 с. — Содерж.: Чужой ребёнок; Весенний смотр; Страшный суд; Простая девушка; Женихи А. Токаева.
- Škvarkin V. V. Soudný den: Komedie-vaudeville o 3-ch dějstvích / Přel. Leoš Suchařípa a Břetislav Štorek. — Praha : Orbis, 1958. — 70 s. — (Hry lidového jeviště; Sv. 57).
- Шкваркин В. В. Комедии / Вступит. статья И. Штока; Примеч. Л. Нимвицкой. — М. : Искусство, 1966. — 374 с.
- Хачатурян К. С.. Простая девушка : Оперетта в 3-х д. / Либретто С. Ценина по комедии В. Шкваркина. — М. : Музыка, 1967. — 202 с.
- Шкваркин В. В. Проклятое кафе: Пьеса в 3 актах, 6 карт. / Отв. ред. Б. Емельянов. — М.: ВУОАП, 1969. — 68 л.
- Забытые пьесы 1920—1930-х годов : Гос. ин-т искусствознания / сост., текстологич. подгот., вступ. ст., ист.-реальный коммент., сведения о постановках пьес и биографиях авт. В. В. Гудковой. — М. : Новое Лит. Обозрение, 2014. — 976 с. — ISBN 978-5-4448-0136-9.

## Награды
- орден «Знак Почёта» (31.1.1939)
- медали